# Orange smörbollar
Orange smörbollar (Trollius asiaticus) är en ranunkelväxtart som beskrevs av Carl von Linné. Orange smörbollar ingår i släktet smörbollssläktet, och familjen ranunkelväxter. Inga underarter finns listade i Catalogue of Life.

## Bildgalleri

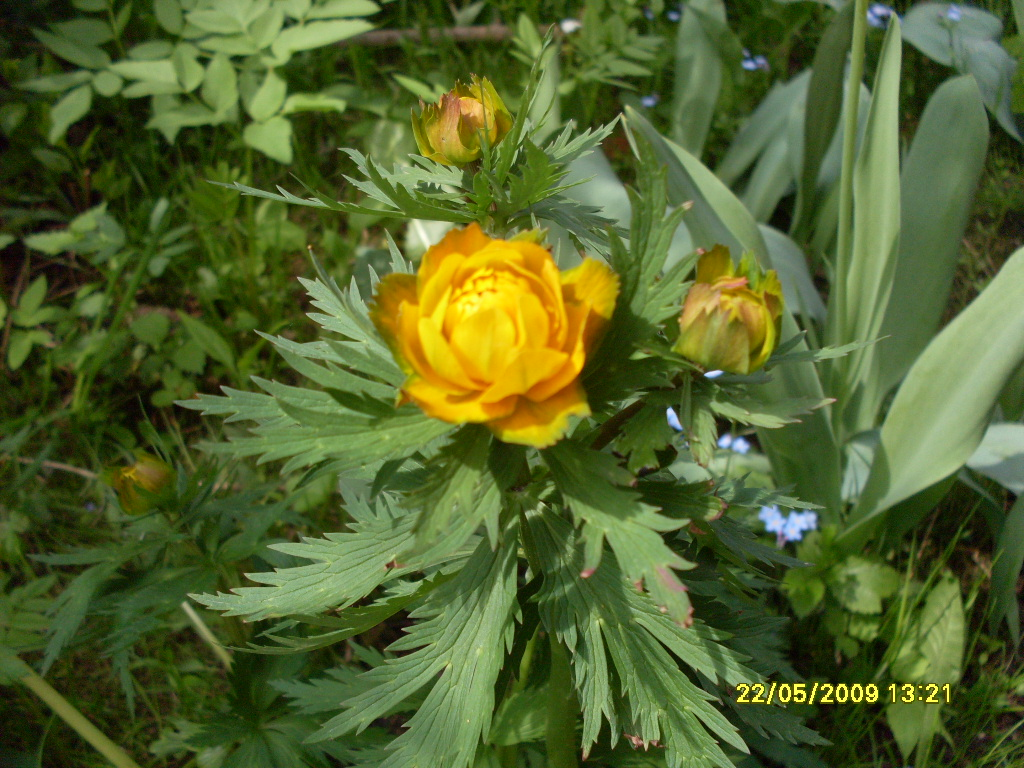
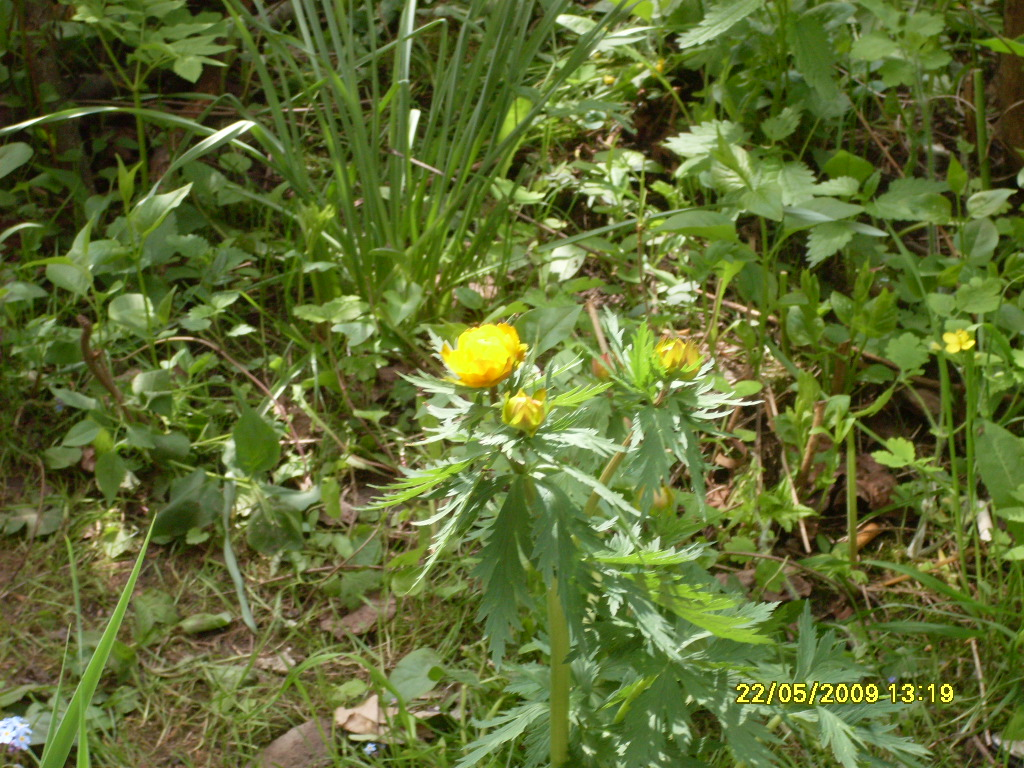
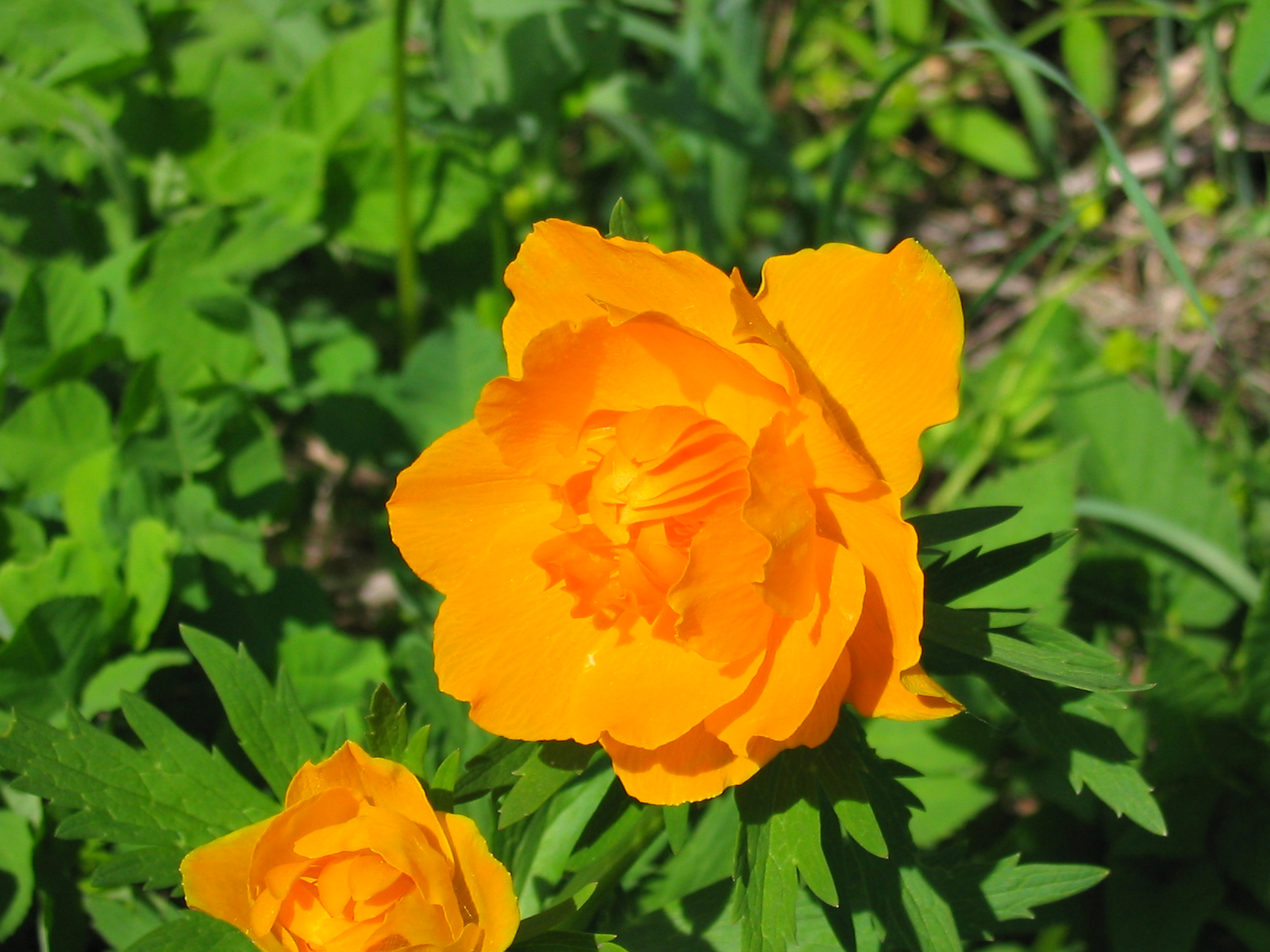
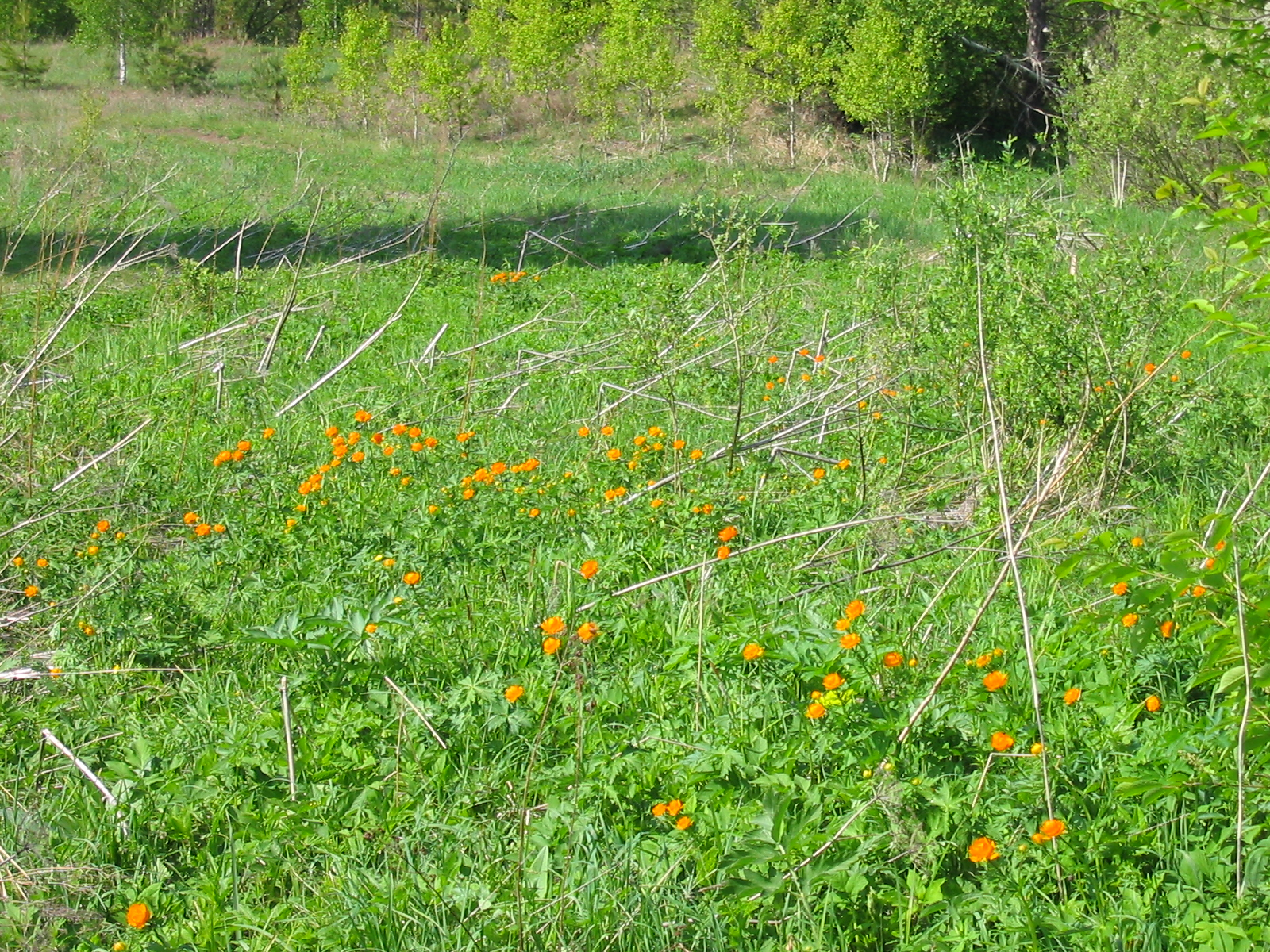
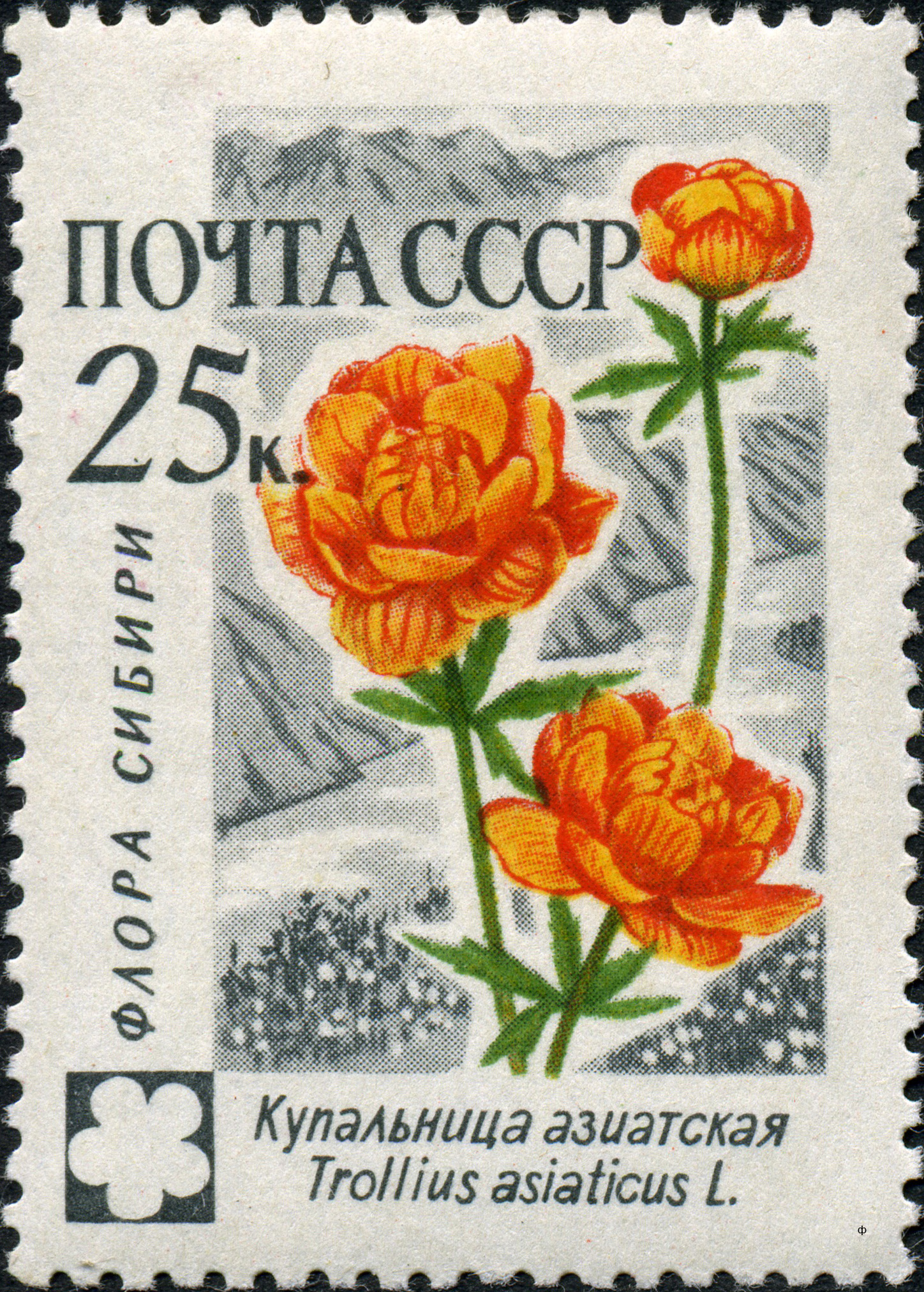
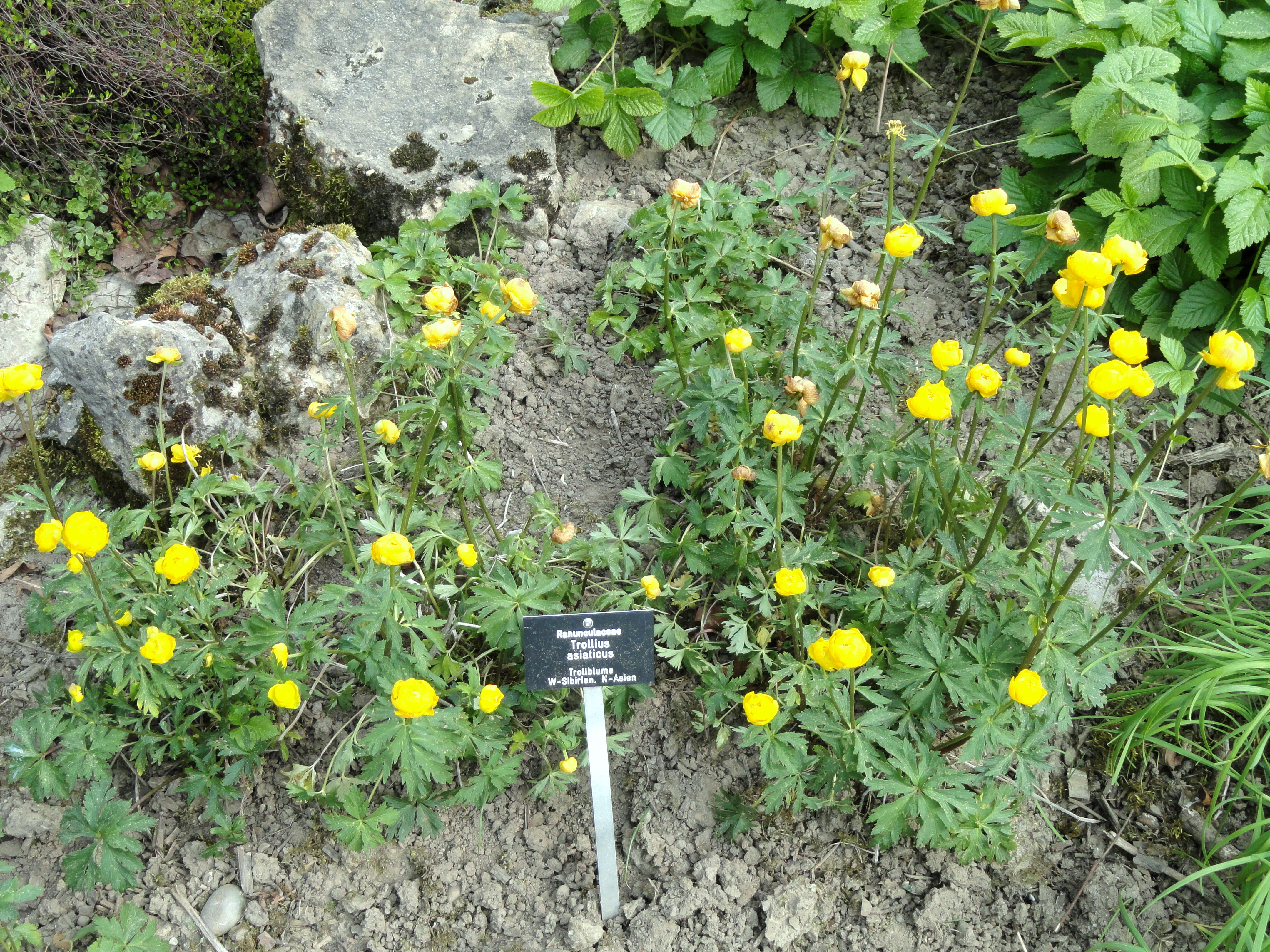